# Dmytro Tereshchenko
Dmytro Yuriyovych Tereshchenko (tiếng Ukraina: Дмитро Юрійович Терещенко; sinh 4 tháng 4 năm 1987) là một cầu thủ bóng đá Ukraina. Tính đến năm 2018, anh thi đấu cho Gomel.